# Hushold
Hushold er den del af økonomien der omhandler livet i den enkelte familie (i modsætning til samfundsøkonomi). Under hushold hører blandt andet madlavning.
På græsk hed hushold οἰκος (oikos). Derfor hedder den, som giver forskrifter for godt hushold, en økonom. Tilsvarende hedder den, der styrer husholdet, en økonoma.
Også begrebet økologi er afledt af oikos (οἰκος  "hushold"). Økologien er simpelthen læren om naturens hushold.
Husholdningsbevægelsen var en bevægelse for uddannelse i rationel husførelse, som i Danmark opstod i slutningen af 1800-tallet, og som førte til oprettelsen af husholdningsskoler, husmoderforeninger, Statens Husholdningsråd og senere Danske Husmødres Forbrugerråd.
| Økonomi | Spire Denne artikel om økonomi er en spire som bør udbygges. Du er velkommen til at hjælpe Wikipedia ved at udvide den. |